# Dème d'Igoumenítsa
Le dème d'Igoumenítsa, en grec moderne : Δήμος Ηγουμενίτσας / Dímos Igoumenítsas, est un dème du district régional de Thesprotie, en Épire, Grèce. 
Le dème actuel résulte de la fusion, en 2010,  des dèmes d'Igoumenítsa, de Margaríti, de Parapótamos, de Pérdika et de Sývota.
Selon le recensement de 2011, la population du dème compte 25 814 habitants, tandis que celle de la ville d'Igoumenítsa s'élève à 9 145 habitants.